# Eurycantha horrida
Eurycantha horrida är en insektsart som beskrevs av Jean Baptiste Boisduval 1835. Eurycantha horrida ingår i släktet Eurycantha och familjen Phasmatidae. Inga underarter finns listade i Catalogue of Life.